# Kärppävaara
Kärppävaara är en kulle i Finland. Den ligger i Kittilä i landskapet Lappland, i den norra delen av landet, 800 km norr om huvudstaden Helsingfors. Toppen på Kärppävaara är 313 meter över havet, eller 73 meter över den omgivande terrängen. Bredden vid basen är 4,1 km.
Terrängen runt Kärppävaara är huvudsakligen platt. Trakten runt Kärppävaara är nära nog obefolkad, med mindre än två invånare per kvadratkilometer. Det finns inga samhällen i närheten. 